# Peder Schumacher Griffenfeld
Peder Griffenfeld, född den 24 augusti 1635 i Köpenhamn, död den 12 mars 1699 i Trondhem, Norge, var en dansk statsman och rikskansler. Han föll i onåd och fängslades och dömdes till döden för landsförräderi, med mera. Straffet omvandlades till livstids fängelse och han släpptes efter 22 år i fångenskap.

## Biografi
Han hette ursprungligen Schumacher och var son till en tyskfödd vinhandlare; hans mor tillhörde den ansedda och burgna köpmanssläkten Motzfeldt. Redan 1647 blev Griffenfeld student och kort därpå upptagen i sin frände biskop Brochmands hus. År 1653 blev han teologie kandidat och höll samma år provpredikan, men hade dessutom studerat medicin, filosofi och historia. 1654–1662 besökte han Tyskland (företrädesvis Leipzig), Holland (uppehöll sig 1656 i Leiden), England (studerade 1657–1660 i Oxford), Frankrike, Spanien och Italien samt lärde sig tala sex främmande språk, men studerade annars särskilt statsvetenskaperna och tillägnade sig Hobbes uppfattning av kungamaktens rätt och betydelse.
År 1663 blev Griffenfeld genom kanslern Peder Reedtz rekommendation bibliotekarie och arkivarie vid det nyinrättade kungliga biblioteket och Gehejmearkivet, vann i hög grad Fredrik III:s ynnest, blev 1665 hans kammarsekreterare samt fick i uppdrag att utarbeta Danmarks nya grundlag, "Kongeloven"; särskilt dess avdelning om bestämmelserna rörande tronföljden är hans eget arbete och vittnar om stor klokhet. År 1667 blev han kansliråd, år 1669 assessor i Højesteret och statskollegiet.
Efter sin hemkomst stod Griffenfeld i vänskapligt förhållande till flera adliga släkter, och han knöt tidigt kärleksförbindelser med både Jørgen Reedtz hustru, Mette Trolle, och Jørgen Bjelkes hustru, Magdalena Sybilla (1643-85, dotter till Joachim Gersdorff). Även konungens oäkta son U.F. Gyldenløve var alltifrån 1668 nära förbunden med honom; de kallade varandra vid smeknamnen "Sokrates" och "Alkibiades", och Gyldenløve var 1670 hans brudförare, då han äktade Hans Nansens sondotter Karen (1656–1672). Det berättas att Fredrik III gav sin son Kristian V det rådet med hänsyn till Griffenfeld: "Gör en stor man av honom, men gör det långsamt".
Att rådet inte följdes, var säkert Griffenfelds olycka. På dödsbädden gav Fredrik III honom krona, spira och kongelov att förvara och överlämna till den nye kungen. Redan 14 dagar efter tronskiftet, i februari 1670, blev Griffenfeld befordrad till över- och geheimekammarsekreterare, medverkade i april samma år till att störta den förre ledande ministern Christoffer Gabel och blev snart därefter även sekreterare i den nybildade geheimekonseljen, så att han från den stunden var styrelsens egentliga medelpunkt. I maj 1671 blev han geheimeråd med säte och stämma i konseljen, fick i juli namnet Griffenfeld och var vid förnyandet av Dannebrogsorden i oktober en av de förste riddarna.
Slutligen blev han i november 1673 på en gång greve av Griffenfeld (det senare Jarlsberg, elefantriddare och rikskansler samt efterträdde Reedtz som kansler i juli 1674 och blev därvid president i kansliet, Højesteret och statskollegiet samt patronus för Köpenhamns universitet. Genom sitt äktenskap och genom gåvor från kungen blev han dessutom en av Danmarks rikaste män och i stånd att föra ett stort hus. I den inre styrelsen delade han de första åren makten med Frederik Ahlefeld, som närmast ledde hertigdömenas förvaltning, och Gyldenløve, som skötte de norska och ekonomiska ärendena, under det Griffenfeld hade hand om de flesta danska ärendena och genom nit och stora kunskaper småningom fick övertaget.
Han hade större organisationstalang än egentlig skapande förmåga, införde nya arbetsordningar för alla regeringskollegier samt Højesteret och tryggade användningen av danska språket i alla statsärenden. Han visade även stor iver att främja det lagstiftningsarbete, som senare resulterade i Kristian V:s "danske lov". Han var närmaste orsaken till, att planerna, på återupprättande av adelns makt strandade, bland annat därigenom, att åt de ofrälse tillförsäkrades hälften av platserna i kollegierna och Højesteret, men också genom rangförordningen, som ställde ofrälse män i högre ämbeten över adeln, samt genom upprättandet av en ny länsadel (grevar och friherrar), som framkallade en splittring i den gamla adeln, på samma gång det kungliga enväldet fick större glans.
Genom sluga underhandlingar och särskilt avtal med hertigen av Plön lyckades han 1670–1671 vinna Oldenburg och Delmenhorst åt kungen. Däremot offrade Griffenfeld, som var mera diplomat än politiker, utan betänkande, vad hans företrädare, den tyskfödde Gabel, hade gjort för att närmare förena den kungliga delen av Slesvig med Danmark, och han lyssnade ej heller till den likaledes tyskfödde Hans Schacks råd att vinna den gottorpska delen av Nord-Slesvig genom att uppgiva Oldenburg. I sin blinda tro på enväldet ansåg han detta likgiltigt, när blott kungens makt var betryggad, och han fäste stor vikt vid att vinna kungens stamland åt kronan.
Utåt ville han uppnå ett gott förhållande mellan Danmark och Sverige, ja, föreslog till och med 1672 ett förbund till skydd för de nordiska rikenas neutralitet och handel under dåvarande förvecklingar i Europa; likaledes banade han väg för det blivande äktenskapet mellan Karl XI och Ulrika Eleonora. Men först och främst fann han det nödvändigt att skaffa Danmark goda förbindelser med de större makterna, särskilt Frankrike, då han i dess allians med Sverige såg en stor fara för Danmark. Han nödgades likväl 1674 sluta förbund med Frankrikes fiender och 1675 börja skånska kriget mot Sverige, även om han försökte uppskjuta det så länge som möjligt.
Dessförinnan hade Danmark tryggat sig mot hertigen av Gottorp, som blev tvungen att offra allt det han vunnit 1658. För att bibehålla det goda förhållandet till Frankrike lämnade han däremot detta lands förbindelse med Sverige under kriget ostörd, ja, åtog sig till och med själv att vara dess "postmästare", fastän han därigenom kom i en så tvetydig ställning, att det lätt kunde se ut som landsförräderi; att alla främmande furstar tävlade om hans gunst, måste styrka misstanken. En liknande tvetydighet lade han i dagen i rent personliga förhållanden, i det han giljade till en prinsessa av Augustenborg (genom änkedrottningens bemedling) och samtidigt sökte vinna den franska prinsessan av Trémouille (en kusin till drottningen).
Hans underbara lycka väckte efter hand hos honom ett högmod och en maktlystnad, som stötte hans gamla vänner tillbaka och alstrade mycken fiendskap mot honom samt gjorde honom mycket oförsiktig i sitt uppträdande. Genom sin intellektuella överlägsenhet tryckte han ned själve kungen, i det han med sin dialektiska färdighet ofta tvang denne att böja sig för hans vilja, även om den stred mot kungens egna avsikter; ofta dristade han sig till och med att avgöra viktiga saker på egen hand, ja, rent av överträda kungens befallningar. Därigenom förspillde han Kristian V:s ynnest och dittills obegränsade tillit samt erhöll i augusti 1675 ett mycket allvarsamt brev från kungen, som varnade honom att inte rycka till sig hela makten, så att blott skenet återstod för majestätet.
Samtidigt varnades han mycket skarpt för att gynna sina släktingar vid ämbetsutnämningar och att mottaga mutor. Men oaktat han väl kände den hotande faran, fortsatte han dock sitt oförsiktiga beteende och vållade alltså själv sin undergång. De män, som störtade honom, var Frederik Ahlefeld och hertigen av Plön, som båda förut stått i gott förhållande till honom, men som av rent politiska skäl hade börjat hysa misstankar mot honom. På morgonen 11 mars 1676 arresterades han på Köpenhams slott och förflyttades på eftermiddagen till kastellet. Under tiden hade en husrannsakan och fängsling av hans hantlangare givit tillräckligt material att fälla honom.
Processen fördes dock på mycket olagligt sätt; i stället för att låta Højesteret avgöra saken, hänsköts den till en särskild kommission, som dock ingalunda bestod av mot honom partiska medlemmar, och till åklagare inkallades en rätt tvetydig holstensk advokat, O. Mauritius, som lade hela bevisningsskyldigheten på den anklagade, på samma gång man genom att avskära honom från tillgång till sina papper gjorde det svårt för honom att försvara sig. Griffenfelds första inlägg var mycket klokt, men konstlat och behäftat med medvetna osanningar; i det andra, då han kände sin sak hopplös, gav han allt förlorat och vädjade blott till konungens nåd. Beskyllningen för landsförräderi avvisade han dock med stor fasthet.
Den 26 maj dömdes Griffenfeld att mista liv, ära och gods; blott en av domarna, Kristen Skeel, ville inte underskriva domen. På avrättningsdagen, den 6 juni 1676, benådades Griffenfeld från dödsstraffet, men dömdes till livstids fängelse. Hans gods indrogs till kronan, men hans dotter fick lov att behålla det mesta av sitt mödernearv och sitt adliga namn. De manliga släktingar, som han hade dragit fram till höga ställningar, behöll dessa; däremot tillät kungen de statsmän, som förlovat sig med Griffenfelds kvinnliga släktingar, att bryta sina förbindelser.
Griffenfeld hölls fängslad 1676–1680 på Köpenhamns kastell, men överfördes efter fredsslutet 1679 i följd av Gyldenløves förbön till Munkholmen vid Trondhjem, där fångenskapen efter hand mildrades. 1698 lösgavs han, men var då för svag (han led av blåssten) att lämna Trondhjems stad, där han avled året därpå. Griffenfelds dotter Charlotte Amalie (1672–1703) hade år 1690 äktat baron Frederik Krag, som med henne fick Stensballegaard; från henne härstammar flera av Danmarks förnämsta adelsätter, såsom Frijs-Frijsenborg och Ahlefeld-Laurvig.
Griffenfeld föll offer för det envälde, som han själv av alla krafter hade strävat efter att utveckla. Han trodde sig obetingat kunna bevara konungens ynnest och förtroende och kunna tillåta sig allting, så länge han hade konungens bevågenhet. "Ärelystnad och girighet har förstört denna människa", var Kristian V:s egen dom över honom, och att konungen, vars mildhet annars var så stor, förblev oförsonlig mot honom, måste närmast tillskrivas, att han kände sig djupt besviken. Griffenfelds stora duglighet gjorde honom just desto mera farlig.